# Marcel Sembat (stanice metra v Paříži)
Marcel Sembat je nepřestupní stanice pařížského metra na lince 9. Nachází se mimo hranice Paříže na území města Boulogne-Billancourt pod náměstím Place Marcel-Sembat, které tvoří rozsáhlou křižovatku, kde se střetává osm ulic.

## Historie
Stanice byla otevřena 3. února 1934, kdy došlo k rozšíření linky od Porte de Saint-Cloud do dnešní konečné Pont de Sèvres.
Některé vlaky z Pont de Sèvres projíždějí bez zastavení stanicí, když se vracejí do depa ve stanici Porte de Saint-Cloud ležící za ní, což vyvolává jisté zmatení u cestujících na nástupišti.

## Název
Jméno stanice je odvozeno od názvu náměstí Place Marcel Sembat. Marcel Sembat (1862–1922) byl novinář a socialistický poslanec za 18. obvod od roku 1893 do své smrti a ministr veřejných prací v letech 1914–1916.

## Vstupy
Stanice má sedm vchodů a východů, které vedou na:
- Avenue Victor Hugo
- Place Marcel Sembat
- Avenue Edouard Vaillant
- Rue des Quatre Cheminées
- Avenue André Morizet
- Rue Rieux
- Rue Danjou